# Ian Sneddon
Ian Naismith Sneddon, häufig I. N. Sneddon zitiert, (* 8. Dezember 1919 in Renfrew (Schottland); † 4. November 2000 in Glasgow) war ein schottischer Mathematiker und Physiker, der sich mit Analysis und Angewandter Mathematik, insbesondere Elastizitätstheorie, beschäftigte.

## Leben und Wirken
Sneddon wuchs in einfachen Verhältnissen in Glasgow auf. Sein mathematisches Talent fiel schon in der Schule auf und er studierte schon mit 16 Jahren an der Universität Glasgow Mathematik und Physik, mit einem Abschluss in beiden Fächern 1940. Danach studierte er als Bryce Fellow an der Universität Cambridge (Trinity College), wo er 1942 die Tripos-Prüfungen ablegte und dann im Cavendish-Laboratorium und in Fort Halstead an militärischer Forschung arbeitete, teilweise in Zusammenarbeit mit Nevill Francis Mott. Dort entstand auch sein Interesse an Problemen der Elastizitätstheorie. Nach dem Krieg setzte er die Arbeit mit Mott an der University of Bristol in Kernphysik fort. Ihr Buch über Quantenmechanik Wave mechanics and its applications erschien 1948. Schon vorher wurde er 1946 Lecturer in theoretischer Physik an der Universität Glasgow, wo er gleichzeitig einen Doktortitel (D.Sc.) erhielt und die Kelvin-Medaille. 1951 wurde er Professor für Angewandte Mathematik an der University of North Staffordshire (die spätere Keele University) und ab 1956 Professor in Glasgow (Simson Chair of Mathematics). 1985 ging er in den Ruhestand. 1960 bis 1970 war er jedes Jahr Gastprofessor an der North Carolina State University.
Seine mathematischen Lehrbücher sind durch Betonung der Anwendungen gekennzeichnet. Er bearbeitete auch die englische Ausgabe des bekannten Lehrgangs der Höheren Mathematik von Wladimir Smirnow und die Analysis Lehrbücher von Fichtenholz.
1958 wurde er Fellow der Royal Society of Edinburgh und 1983 der Royal Society. Er war mehrfacher Ehrendoktor, erhielt den Orden Polonia Restituta und war Mitglied der polnischen Akademie der Wissenschaften. 1969 erhielt er den OBE. 1959 war er Präsident der Edinburgh Mathematical Society.
Er war seit 1943 mit einer Schulfreundin verheiratet und hatte eine Tochter und zwei Söhne.
Er starb 2000 in Glasgow im Alter von 80 Jahren.

## Schriften
- mit Nevill Mott: Wave Mechanics and its applications. Clarendon Press, Oxford 1948, Dover 1963.
- Fourier Transforms, McGraw Hill 1951, Dover 1995.
- Fourier Series, London, Routledge and Paul 1961.
- Use of Integral Transforms, McGraw Hill 1972.
- Special functions in mathematical physics and chemistry, Oliver and Boyd 1956, Longman 1980.
- Spezielle Funktionen der mathematischen Physik und Chemie II, Formelsammlung, BI Hochschultaschenbücher 1963.
- Elements of partial differential equations, McGraw Hill 1957, Dover 2006.
- mit J. Defares: An introduction to the mathematics of medicine and biology, North Holland, Amsterdam, 1960, Chicago 1973.
- Mixed boundary value problems in potential theory, Wiley 1966.
- mit E. L. Ince: Solutions of ordinary differential equations. 2. Auflage. Wiley 1987.
- mit M. Lowengrub: Crack problems in the classical theory of elasticity, Wiley 1969.
- Herausgeber: Encyclopaedic dictionary of mathematics for engineers and applied scientists. Pergamon Press 1976.
- mit Denis Stanley Berry: Classical theory of elasticity. In: Siegfried Flügge (Hrsg.): Elasticity and Plasticity, Handbuch der Physik, Springer 1958.
- Functional Analysis, in: S. Flügge (Hrsg.): Handbuch der Physik. Mathematische Methoden, Band 2, 1955 (mit ausführlichem Abschnitt über Integraltransformationen).